# Collier Young
Collier Hudson Young, född 19 augusti 1908 i Asheville, North Carolina, död 25 december 1980 i Santa Monica, Kalifornien, är en amerikansk film- och TV-producent samt manusförfattare. Han har bland annat skrivit och producerat Brottsplats: San Francisco.
Collier Young samarbetade med skådespelaren och regissören Ida Lupino, som han också var gift med 1948–1951. De bildade och drev bland annat produktionsbolaget The Filmakers tillsammans. Han gifte sig senare med skådespelaren Joan Fontaine, 1952–1961, men fortsatte samarbetet med Lupino.

## Felaktigt krediterad bok
Romanen Fallet Todd (1969, The Todd Dossier) krediteras felaktigt med Collier Youngs namn av förlaget. I själva verket skrevs boken av författaren Robert Bloch. Boken gavs ut i Sverige 1971 av Bokförlaget Bra Böcker.